# Paica
Paica é um padrão de medida tipográfica anglo-saxã. Foi estabelecido pela United States Type Founder's Association em 1886.
Esta unidade correspondente a um 72 avos de um Pé, ou respectivamente, um sexto de polegada.
A paica subdivide-se em 12 unidades de outra medida tipográfica, o ponto.
Uma paica equivale a aproximadamente 4,23 mm.

## Origem
A paica  originou-se por volta de 1785, quando Françoise "L'éclat" Ambrose Didot (1730–1804) redefiniu o sistema de medidas tipográficas criado por Pierre Simon Fournier le Jeune (1712–1768). Ele substituiu o sistema tradicional de medida em Cicéros pelo sistema de 12 pontos.

## Correspondências entre unidades
A correspondência entre as unidades é de 12 pontos por paica e 6 paicas por polegada como visto na tabela a seguir:
| 1 ponto =    | 1/12 paica | 1/72 polegada | 0,353 mm |
| 1 paica =    | 12 pontos  | 1/6 polegada  | 4,233 mm |
| 1 polegada = | 6 paicas   | 72 pontos     | 25,4 mm  |

## Versões
Atualmente, se tratando de impressão gráfica, há três versões de paica em uso:
- Paica Francesa de 12 pontos Didot (também chamada cícero). Corresponde a 12 × 0.376 = 4.512 mm (0.177 in)
- Paica Americana de 0.013837ft ou 1/72.27ft. Sendo uma paica Americana = 0.166044 in (4.2175 mm).
- Paica DTP (do inglês Desktop Publishing). Corresponde a 72 avos do Pé Anglo-Saxão de 1959. Usualmente 4.233 mm ou 0.166 in.

Notavelmente, a linguagem de descrição de página Adobe PostScript promoveu a paica, que hoje é a unidade padrão nos métodos de impressão profissional, também em computadores e impressoras domésticas.

## Notação
Usualmente, a paica é representada por um número seguido da letra "P" maiúscula assim como o ponto é representado por um número seguido de um "p" minúsculo. Sendo assim 5p representa "5 pontos", 6P2p representa "6 paicas e 2 pontos", 1P1 representa "1 paica e 1 ponto" que equivale a "13 pontos".

### Em editoração eletrônica
Programas de editoração eletrônica como o Adobe InDesign, QuarkXPress e Scribus representam medidas em paicas inteiras e pontos separando-os com a letra "p" minúscula. Por exemplo: 5p6 representa 5 paicas e 6 pontos, ou 5½ paicas. Estes programas permitem esta notação mesmo que as configurações globais do documento estejam em outro sistema de medidas.

### Em construção de websites
O W3C definiu como padrão a abreviação "pc" para representar paicas em scripts CSS. Sendo:
- pt: pontos -- os pontos usados pelo CSS são equivalentes a 72 avos de uma polegada.

- pc: paicas -- 1 paica equivale a 12 pontos.